# Gau Südhannover–Braunschweig
Gau Südhannover–Braunschweig – prowincja (Gau) III Rzeszy od 1933 do 1945 roku w Wolnym Państwie Brunszwik i części Wolnego Państwa Prusy. Wcześniej, od momentu powstania 1 października 1928 do 1933 roku, był regionalnym poddziałem partii nazistowskiej w tym obszarze. Prowincja Hanower Południowy-Brunszwik została zniesiona po klęsce III Rzeszy w 1945 roku. Po wojnie terytorium stało się częścią Dolnej Saksonii w Republice Federalnej Niemiec (RFN).

## Historia
System (nazistowskich) prowincji został pierwotnie ustanowiony na konferencji partyjnej 22 maja 1926 r. w celu usprawnienia administracji strukturą partyjną. Od 1933 r., po przejęciu władzy przez nazistów (nazistowskie) prowincje coraz częściej zastępowały niemieckie kraje związkowe jako jednostki administracyjne w Niemczech.
Na czele każdej (nazistowskiej) prowincji stał Gauleiter, stanowisko, które stawało się coraz bardziej wpływowe, zwłaszcza po wybuchu II wojny światowej, z niewielką ingerencją z góry. Lokalni Gauleiterzy często zajmowali stanowiska rządowe, jak i partyjne i byli odpowiedzialni między innymi za propagandę i nadzór, a od września 1944 r. także za Volkssturm i obronę prowincji.
Stanowisko Gauleitera w Hanowerze Południowym-Brunszwiku początkowo piastował Bernhard Rust od października 1928 r. do listopada 1940 r., a następnie Hartmann Lauterbacher do końca wojny.

## Podział administracyjny
Gau Südhannover–Braunschweig dzielił się na 27 okręgów:
- Alfeld
- Blankenburg
- Braunschweig-Land
- Braunschweig-Stadt
- Duderstadt
- Einbeck
- Gandersheim
- Goslar
- Getynga
- Grafschaft Diepholz
- Grafschaft Hoya
- Hameln
- Hannover-Kalenberg[a]
- Hannover-Stadt – siedziba prowincji
- Helmstedt
- Hildesheim
- Holzminden
- Marienburg in Hannover
- Münden
- Neustadt am Rübenberge
- Nienburg
- Northeim
- Osterode
- Peine
- Wolfenbüttel
- Zellerfeld